# Manuella Mirella
Manuella Mirella Nunes da Silva (Olinda, 1996), conhecida como Manu Mirella, é uma estudante de Engenharia Ambiental da Faculdade Metropolitanas Unidas (FMU) e ativista da educação, presidente da União Nacional dos Estudantes.
Foi eleita presidente da UNE  durante o 59º Congresso da entidade, realizado na cidade Brasília-DF. É a segunda mulher negra a presidir a entidade, sendo a primeira mulher negra e nordestina presidente da UNE. Concorreu a presidência da entidade estudantil pela chapa “Coragem e Unidade: nas ruas para reconstruir o Brasil” recebeu 74,27% dos votos, entre 6.180 votos. Com essa eleição, ocorreu pela primeira vez na história da UNE a transição do cargo de presidência entre duas mulheres negras, no caso a então presidente Bruna Brelaz e Manuella.

## Trajetória e Formação
Natural de Olinda, criada no bairro de Maranguape I, uma das áreas mais pobres do município de Paulista, região metropolitana de Recife (PE), Manuella sempre estudou em escola pública.
É filiada a União da Juventude Socialista (UJS), é formada em Química pela Universidade Federal Rural de Pernambuco (UFRPE), atuou no movimento estudantil Pernambucano, sendo presidente da União dos Estudantes de Pernambuco (UEP) — Cândido Pinto, e liderou mobilizações no estado quando acontecia o “tsunami da educação”, grandes atos de rua em 2019 contra o governo de Jair Bolsonaro. Na gestão da UNE 2021/2023 atuou como diretora de comunicação.
Atualmente é estudante do segundo semestre de Engenharia Ambiental na FMU, na cidade de São Paulo.
Manuella defende uma Lei para Assistência Estudantil para universitários brasileiros, tendo em vista que o estudante que entrou possa continuar e concluir o seu curso.